# Sweet Country (film, 1986)
Pour les articles homonymes, voir Sweet Country.
Pour plus de détails, voir Fiche technique et Distribution.
Sweet Country (Γλυκειά πατρίδα (Glykeia Patrida)) est un film grec réalisé par Michel Cacoyannis et sorti en 1986.

## Synopsis
Fondé sur le roman éponyme de Caroline Richards.
À New York, Anna et Paul se retrouvent lors de la projection d'un documentaire sur le Chili. Les retrouvailles rappellent les années 1970 à Anna qu'elle vécut au Chili durant la dictature de Pinochet.

## Fiche technique
- Titre : Sweet Country
- Titre original : Γλυκειά πατρίδα (Glykeia Patrida)
- Réalisation : Michael Cacoyannis
- Scénario : Michael Cacoyannis d'après Caroline Richards
- Direction artistique : Antonis Kyriakoulis
- Décors : Antonis Kyriakoulis
- Costumes : Dionysia Galanopoulo
- Photographie : Andreas Bellis
- Son : Nikos Achladis
- Montage : Michael Cacoyannis et Dínos Katsourídis
- Musique : Stavros Xarchakos
- Production :  Centre du cinéma grec, Michael Cacoyannis, Fracisco Drohojowski
- Pays d'origine :  Grèce
- Langue : Anglais
- Format :  Couleurs - 35 mm
- Genre : Drame politique
- Durée : 148 minutes
- Dates de sortie : 1986

## Distribution
- Jane Alexander
- John Cullum
- Carole Laure
- Franco Nero
- Joanna Pettet
- Randy Quaid
- Irene Papas
- Jean Pierre Aumont
- Pierre Vaneck
- Katia Dandoulaki